# Manfredonia
Manfredonia là một thành phố thuộc tỉnh Foggia trong vùng des Puglia của Ý. Đô thị này có diện tích km², dân số người. Thành phố này có diện tích 351 km2, dân số 57.424 người.
Đô thị này có các làng sau: Siponto, Riviera Sud, San Salvatore, Pastini, Tomaiuolo, Ruggiano.
Manfredonia giáp với các đô thị sau: Carapelle, Cerignola, Foggia, Monte Sant'Angelo, San Giovanni Rotondo, San Marco in Lamis, Zapponeta.